# Nordaltjärnen
Nordaltjärnen är en sjö i Arjeplogs kommun i Lappland och ingår i Skellefteälvens huvudavrinningsområde. Nordaltjärnen ligger i Laisdalens fjällurskog Natura 2000-område.